# Aplocera obsoleta
Aplocera obsoleta är en fjärilsart som beskrevs av Barend J. Lempke 1950. Aplocera obsoleta ingår i släktet Aplocera och familjen mätare. Inga underarter finns listade i Catalogue of Life.